# Ford (ort i Irland)
Ford är en ort i republiken Irland.   Den ligger i grevskapet Loch Garman och provinsen Leinster, i den östra delen av landet, 90 km söder om huvudstaden Dublin. Ford ligger 48 meter över havet och antalet invånare är 654.
Terrängen runt Ford är platt. Havet är nära Ford åt sydost.  Närmaste större samhälle är Enniscorthy, 18,8 km väster om Ford. 